# Ritterella papillata
Ritterella papillata är en sjöpungsart som beskrevs av Kott 1992. Ritterella papillata ingår i släktet Ritterella och familjen klumpsjöpungar. Inga underarter finns listade i Catalogue of Life.